# Tennis de table aux Jeux africains de 2023
Navigation
2019
Les compétitions de tennis de table aux Jeux africains de 2023 ont lieu du 3 au 10 mars 2024 à Accra, au Ghana. 

## Médaillés
| Simple messieurs      | Omar Assar (EGY)                                                                                  | Quadri Akinade Aruna (NGA)                                                                            | Ibrahima Diaw (SEN)                                                                             |  |  |  |
| Simple messieurs      | Omar Assar (EGY)                                                                                  | Quadri Akinade Aruna (NGA)                                                                            | Mohamed El-Beiali (EGY)                                                                         |  |  |  |
| Double messieurs      | Algérie Mehdi Bouloussa Stéphane Ouaiche                                                          | Égypte Khalid Assar (en) Mohamed Shouman                                                              | Égypte Youssef Abdel-Aziz Mohamed El-Beiali                                                     |  |  |  |
| Double messieurs      | Algérie Mehdi Bouloussa Stéphane Ouaiche                                                          | Égypte Khalid Assar (en) Mohamed Shouman                                                              | Nigeria Matthew Kuti Taiwo Mati                                                                 |  |  |  |
| Par équipes messieurs | Égypte- Youssef Abdel-Aziz - Omar Assar - Khalid Assar (en) - Mohamed El-Beiali - Mohamed Shouman | Nigeria- Quadri Aruna - Matthew Kuti - Taiwo Mati - Amadi Omeh - Olajide Omotayo (en)                 | Algérie- Maheidine Bella - Mehdi Bouloussa - Milhane Jellouli - Sami Kherouf - Stéphane Ouaiche |  |  |  |
| Par équipes messieurs | Égypte- Youssef Abdel-Aziz - Omar Assar - Khalid Assar (en) - Mohamed El-Beiali - Mohamed Shouman | Nigeria- Quadri Aruna - Matthew Kuti - Taiwo Mati - Amadi Omeh - Olajide Omotayo (en)                 | Tunisie- Youssef Ben Attia - Wassim Essid - Khalil Sta                                          |  |  |  |
|                       |                                                                                                   | |                                                                                                 |  |  |  |
| Simple dames          | Hana Goda (EGY)                                                                                   | Dina Meshref (EGY)                                                                                    | Lucie Mobarek (ALG)                                                                             |  |  |  |
| Simple dames          | Hana Goda (EGY)                                                                                   | Dina Meshref (EGY)                                                                                    | Offiong Edem (en) (NGA)                                                                         |  |  |  |
| Double dames          | Égypte Mariam Al-Hodaby Marwa Al-Hodaby                                                           | Tunisie Fadwa Garci Abir Haj Salah                                                                    | Nigeria Fatimo Bello Offiong Edem (en)                                                          |  |  |  |
| Double dames          | Égypte Mariam Al-Hodaby Marwa Al-Hodaby                                                           | Tunisie Fadwa Garci Abir Haj Salah                                                                    | Algérie Lucie Mobarek Lynda Loghraibi                                                           |  |  |  |
| Par équipes dames     | Égypte- Mariam Al-Hodaby - Marwa Al-Hodaby - Hana Goda - Yousra Abdel Razak (en) - Dina Meshref   | Nigeria- Sukurat Aiyelabegan - Fatimo Bello - Offiong Edem (en) - Esther Oribamise (en) - Hope Udoaka | Tunisie- Fadwa Garci - Abir Haj Salah - Maram Zoghlami                                          |  |  |  |
| Par équipes dames     | Égypte- Mariam Al-Hodaby - Marwa Al-Hodaby - Hana Goda - Yousra Abdel Razak (en) - Dina Meshref   | Nigeria- Sukurat Aiyelabegan - Fatimo Bello - Offiong Edem (en) - Esther Oribamise (en) - Hope Udoaka | Afrique du Sud- Lailaa Edwards - Musfiquh Kalam (en) - Danisha Patel - Rochica Sonday           |  |  |  |
|                       |                                                                                                   | |                                                                                                 |  |  |  |
| Double mixte          | Égypte Youssef Abdel-Aziz Mariam Al-Hodaby                                                        | Algérie Stéphane Ouaiche Lucie Mobarek                                                                | Égypte Mohamed El-Beiali Marwa Al-Hodaby                                                        |  |  |  |
| Double mixte          | Égypte Youssef Abdel-Aziz Mariam Al-Hodaby                                                        | Algérie Stéphane Ouaiche Lucie Mobarek                                                                | Madagascar Fabio Rakotoarimanana Hanitra Karen Raharimanana                                     |  |  |  |

## Tableau des médailles
| Rang  | Nation         | Or | Argent | Bronze | Total |
| ----- | -------------- | -- | ------ | ------ | ----- |
| 1     | Égypte         | 6  | 2      | 3      | 11    |
| 2     | Algérie        | 1  | 1      | 3      | 5     |
| 3     | Nigeria        | 0  | 3      | 3      | 6     |
| 4     | Tunisie        | 0  | 1      | 2      | 3     |
| 5     | Afrique du Sud | 0  | 1      | 0      | 1     |
| 5     | Madagascar     | 0  | 0      | 1      | 1     |
| 5     | Sénégal        | 0  | 0      | 1      | 1     |
| Total | Total          | 7  | 7      | 14     | 28    |